# ソリトンシステムズ
株式会社ソリトンシステムズ（英: Soliton Systems K.K.）は、東京都新宿区に本社を置き、ITセキュリティ製品、リアルタイム映像送信、及び組み込みシステムなどを開発、販売している日本の独立系メーカーである。

## 概要
株式会社ソリトンシステムズは、創業者・鎌田信夫（現社長）が大学院（東京工業大、応用物理・博士課程）修了後、1973年にインテル社に在籍、アメリカ本社での経験を経て、70 年代のシリコンバレーのダイナミックさを体験。 アメリカの良さと日本の良さを併せ持つ新しい会社を創りたいと、その関連業務や応用研究活動で知り合ったジャーナリスト、大学教授、メーカーの研究員など、11人の博士を含む37人の出資により、1979年設立された。 
起業してからの3年間は、マイクロプロセッサの応用技術やシステム開発のコンサルティング、技術者向けトレーニングなどを手がけ、黎明期より、LSIを含む組込みシステムの開発とローカルエリアネットワーク (LAN) に着目、各種デバイスドライバ、ネットワーク管理ソフト、ISDN基板などを開発。同時に大規模ネットワークの構築にも、数多く取り組んできた。 
近年は、認証を中心としたITセキュリティ関連製品の開発とそれをベースにしたサービスの提供や、携帯電話回線を利用したハイビジョン画質のリアルタイム映像伝送システム、アナログ・デジタルの混合回路のデバイスや組込みシステムの開発にも取り組んでいる。
製造工場を持たない新しいタイプの開発型企業として、外国企業との業務提携も多く、その活動は国際的で、米国シリコンバレーに拠点を持つのもそのため。 
2021年時点、国内主要都市を始め、米国・中国・オランダ・デンマーク・シンガポールの各地に技術/営業拠点がある。
2007年にジャスダック (JQ)市場に株式公開、2017年に東京証券取引所市場一部 (東証1部) に市場変更した。

## 沿革
出典：
- 1979年 -  設立
- 1982年 -  インテル社からパソコン OSとIntel アプリケーションソフトとのMiddle Ware開発を受託
- 1983年 -  株式会社ソリトンシステムズに社名変更
- 1984年 -  米国Bridge Communications社（その後3Comと合併）と業務提携
- 1986年 -  米国Silicon Compiler Systems社と業務提携、半導体設計CADの販売を開始
- 1989年 -  NTTのLAN通信システムに選定される
- 1990年 -  LANのOS、「3+Open LANマネージャ」、日本語版を開発
- 1991年 -  「ソリトン日本語TCP」を開発
- 1992年 -  ISDN対応ルーターを開発
- 1996年 -  「Soliton Security Solutions」の製品構想を策定
- 1997年 -  Lotus Notes関連 (Add on) ソフト及びPCログオン認証「C-Gate」、統合管理「e-Care」を開発
- 1998年 -  中国 上海オフィスを開設 ・ PCアクセス制御ソフト「SmartOn」を開発  VoIPゲートウェイ「Solphone」を開発
- 2000年 -  ポータルアクセス管理用ソフト、「Soliton WebGate」を開発
- 2001年 -  電子申請システム「Digital Post」を開発
- 2002年 -  無線LAN用認証サーバー「Net'Attest」を開発  ・賃貸マンション・レオパレス向けVideo On Demandシステムを構築
- 2003年 -  大規模ユーザ用PCセキュリティ対策ソフト「SmartOn Neo」開発
- 2004年 -  ログ収集・追跡システム「InfoTrace」の初版を開発
- 2005年 -  統合ID管理ソフトウェア「ID Admin」を開発
- 2006年 -  中国語版/英語版 セキュリティ製品 (SmartOn / InfoTrace / Net'Attest) を開発
- 2007年 
  - JASDAQ証券取引所に上場
  - サービス型Security対策「InfoTrace-OnDemand」を販売開始
- 2008年 -「SmartOn」,「InfoTrace」のシンクライアント対応版リリース  ・映像伝送システム「Smart-telecaster (STC)」を開発
- 2009年 -  IT資産管理ソフトのSaaS方式によるリモート運用サービス「eCare-OnDemand」販売開始
- 2010年 -  ファイル転送アプライアンス「FileZen」を開発
- 2011年 -  映像伝送システム「Smart-telecaster」ハイビジョン版およびAndroid版を開発
- 2012年 
  - BYODを実現するMobileセキュリティを発表
  - 「Exciteor DME」を販売、「NetAttest D3」をリリース
- 2013年 - 「Soliton SecureBrowser (SSB)」を販売開始
- 2014年 
  - 山形総合開発センターを建設
  - NAB Show (Las Vegas) にSTCを出展
  - デジタルフォレンジックのJi2を子会社化
  - Mobileセキュリティ・プラットフォーム開発のデンマークExcitor社を子会社化
- 2015年 
  - 「InfoTrace Mark II for Cyber」を開発
  - MWC (Barcelona)に出展
- 2016年 
  - ストレージ仮想化ソフトの（株）オレガを子会社化
  - Black Hat (Las Vegas) にCyber対策製品を出展
  - 日本サイバー犯罪対策センター (JC3)に参画　・東京証券取引所市場第二部へ市場変更
- 2017年 
  - 端末にデータを残さない、安全なリモートアクセスソフト「WrappingBox」を開発
  - 超小型「Smart-telecaster Zao-S」を開発 、NAB Show (Las Vegas) に出展
  - Cyber対策製品をBlack Hat（Las Vegas) に出展
  - アカウント漏えい調査サービスを提供開始
  - 東京証券取引所市場第一部へ市場変更
- 2018年
  - WrappingBoxがInteropで「グランプリ」を受賞
  - Soliton Cloud Application Platform (SCAP)を開発
  - Threat Intelligence Service（脅威情報サービス）を開始
- 2021年 - ファイル共有ストレージ「FileZen」の脆弱性が突かれ、231人分の個人情報が流出したことを、内閣府が発表[2]。

## 国内事業所
- 本社: 〒160-0022 東京都新宿区新宿2-4-3
- JR新宿ミライナタワーオフィス
- その他、国内営業・開発等の拠点
  - 大阪営業所
  - 札幌営業所
  - 福岡営業所
  - 名古屋営業所
  - 東北営業所
  - 長野開発分室
  - 山形総合開発センター

## 海外拠点
- アメリカ合衆国
- 中華人民共和国
- オランダ
- デンマーク
- シンガポール

## 主要事業
- ITセキュリティ事業
- 映像コミュニケーション事業
- 特殊デバイス、組込みシステム事業